# Embalse de Contreras
El embalse de Contreras, se encuentra situado entre los municipios de Villargordo del Cabriel en la provincia de Valencia y La Pesquera, Mira, Enguídanos y Minglanilla en la provincia de Cuenca, España.

## Descripción

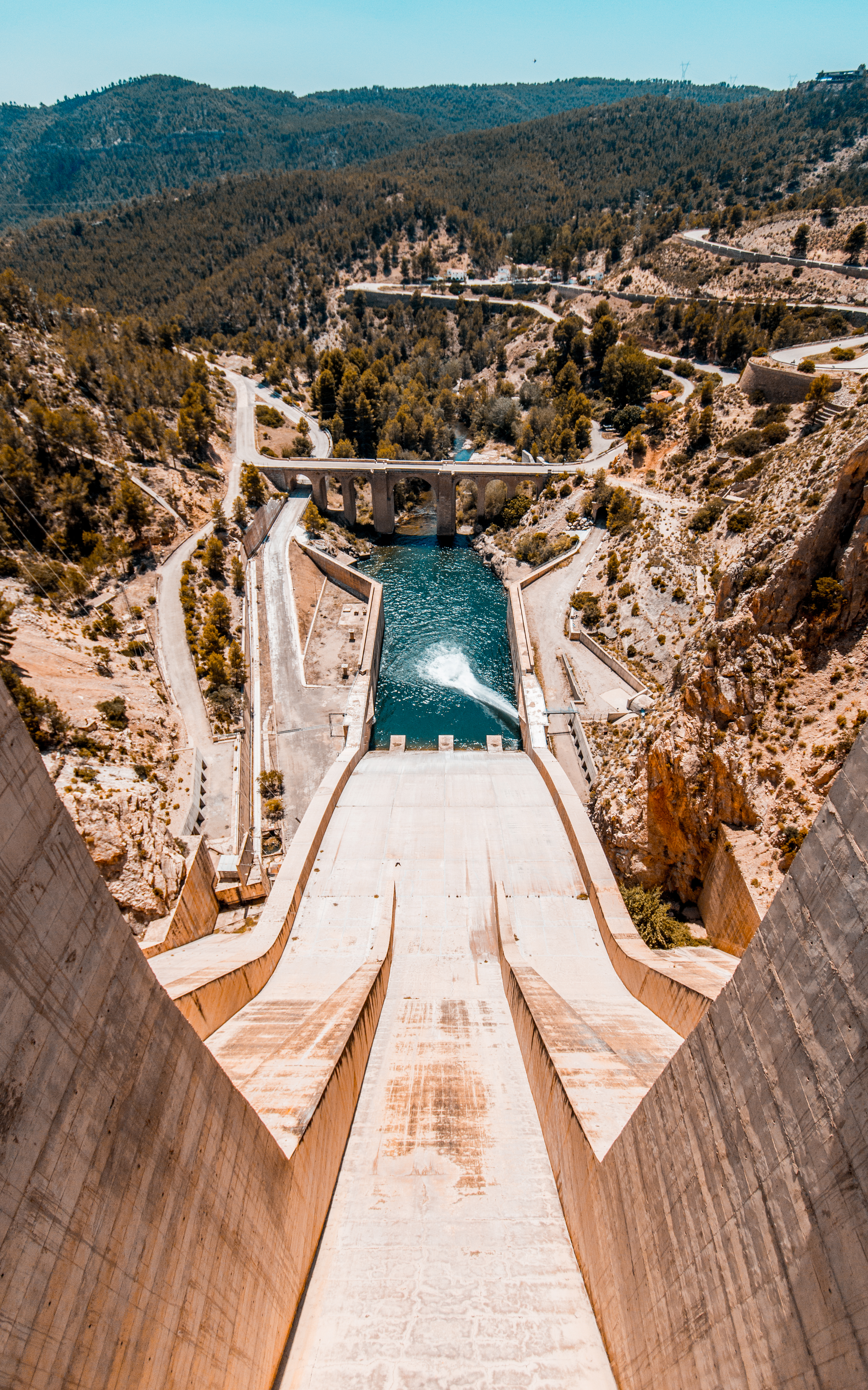
Aliviadero

Se construyó en 1972 en la confluencia de los ríos Cabriel y Guadazaón. Tiene una superficie de 2710 ha, con una capacidad máxima de 943 hm³, siendo la altura de la presa de 129 metros. Se usa para la producción de energía y para abastecer de agua al Canal Júcar-Turia, que suminstra agua potable a la ciudad de Valencia. Normalmente no supera el 20 % de su capacidad debido a la permeabilidad de la roca sobre la que está cimentada una segunda presa, situada a unos 500 m al oeste de la principal, que cierra el embalse.
Este embalse pertenece a la Confederación Hidrográfica del Júcar y justo aguas abajo de la represa se sitúa el puente de Contreras, construido entre 1845 y 1851 por el ingeniero Lucio del Valle y que para descender por el cañón tuvo que construir una carretera en zigzag que constituyó el puerto de Contreras y que fue suplementado con el viaducto de la N-3, que cruza el propio embalse.